# José Gonçalves Maciel
José Isidro Gonçalves Maciel (Barcelos, 13 de febrer de 1989) és un ciclista portuguès, professional des del 2012. Actualment corre a l'equip Katusha-Alpecin. És germà bessó del també ciclista Domingos Gonçalves.

## Palmarès
- 2011
  -  Campió de Portugal en contrarellotge sub-23
  - Vencedor d'una etapa a la Volta a la Corunya
- 2012
  -  Campió de Portugal en contrarellotge
  - Vencedor d'una etapa al Gran Premi Efapel
- 2013
  - 1r a la Polynormande
- 2015
  - Vencedor d'una etapa a la Volta a Portugal
  - Premi de la combativitat en la 2a etapa de la Volta a Espanya
- 2016
  - 1r a la Volta a Turquia
  - Vencedor d'una etapa a la Volta Internacional Cova da Beira
  - Vencedor d'una etapa a la Volta a Portugal
- 2017
  - 1r a la Ster ZLM Toer i vencedor d'una etapa
- 2019
  -  Campió de Portugal en contrarellotge

### Resultats a la Volta a Espanya
- 2015. 34è de la classificació general. Combativitat en la 2a etapa
- 2016. Abandona (11a etapa)
- 2017. Abandona (6a etapa)
- 2018. Abandona (13a etapa)

### Resultats al Giro d'Itàlia
- 2017. 60è de la classificació general
- 2018. 14è de la classificació general

### Resultats al Tour de França
- 2019. 128è de la classificació general